# Ireuolé
Irewole é uma área do governo local em Osun (estado), Nigéria. Sua sede está na cidade de Ikire no sul da área   7° 21′ 40″ N, 4° 11′ 00″ L.
Possui uma área de 271 km² e uma população de 142 806 no Censo de 2006.
O código postal da área é de 221.